# Craig Thomson
Craig Thomson (født 20. juni 1972) er en skotsk fodbolddommer. Han dømmer internationalt under det internationale fodboldforbund FIFA, hvor han siden 2009 har været indrangeret som elite catagory-dommer, der er det højeste niveau for internationale dommere.
Thomson er blandt de udtagede dommere til sommerens EM 2012 i Polen og Ukraine
Uden for fodboldbanen er Thomson uddannet advokat.

## Karriere
Han debuterede i den skotske Scottish Premier League i 2002 med kampen mellem St. Johnstone og Hibernian.
I 2003 blev han udnævnt til FIFA-dommer. Han debuterede i Champions League med kampen mellem Rosenborg og Valencia den 24. oktober 2007.

### EM 2012
Thomson slutrunde-debuterede ved EM 2012 i Polen og Ukraine, hvor han har fået tildelt følgende kampe:
- Danmark –  Portugal (gruppespil)

## Kampe med danske hold
- Den 23. august 2011: Kvalifikation til Champions League: Villarreal CF – OB 3-0.
- Den 23. oktober 2008: FC København – Saint-Étienne 1-3.
- Den 13. juni 2012: EM 2012: Danmark – Portugal.